# Reinhard Ehlers
Reinhard Ehlers (* 18. Juli 1928 in Bremen; † 2009 in Bremen) war ein deutscher Kirchenbeamter und Politiker (CDU). Er war langjähriges Mitglied der Bremischen Bürgerschaft.

## Biografie

### Ausbildung und Beruf
Ehlers besuchte eine Oberschule und eine Seminar für Psychohygiene und Sozialwissenschaften sowie einen Jugenpfleger-Lehrgang. Von 1950 bis 1954 war er Angestellter beim Amt für Jugendförderung in Bremen, zuletzt als Heimleiter. Er war dann als evangelischer Kirchenbeamter bei der Bremischen Evangelischen Kirche (BEK) in Bremen tätig: 1955 wurde er Geschäftsführer des Landesjugenpfarramtes und der BEK. Als Mandatsträger wurde er ab 1975 beurlaubt.

### Politik
Ehlers war Mitglied der CDU in Bremen.
Von 1959 bis 1983 war er 24 Jahre lang Mitglied der Bremischen Bürgerschaft und in verschiedenen Deputationen und Ausschüssen der Bürgerschaft tätig. Er war von 1971 bis 1983 Vizepräsident der Bürgerschaft.

### Familie
Ehlers war verheiratet und hatte zwei Kinder.